# رود کانو
رود کانو (به لاتین: Kano River) یک رود در ژاپن است که در استان شیزوئوکا واقع شده‌است.